# Cornice (architettura)

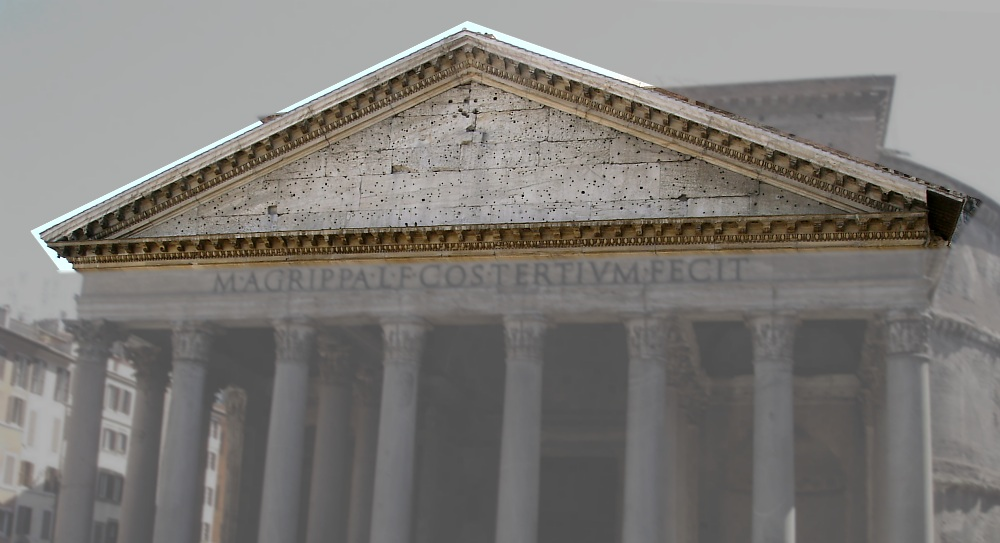
Evidenziata, la cornice del Pantheon di Roma: la parte liscia triangolare è il timpano, il bordo sporgente scolpito a mensolette è il geison (di cui la parte orizzontale è la cornice vera e propria) e sopra il geison c'è la sima (composta da una successione di modanature).

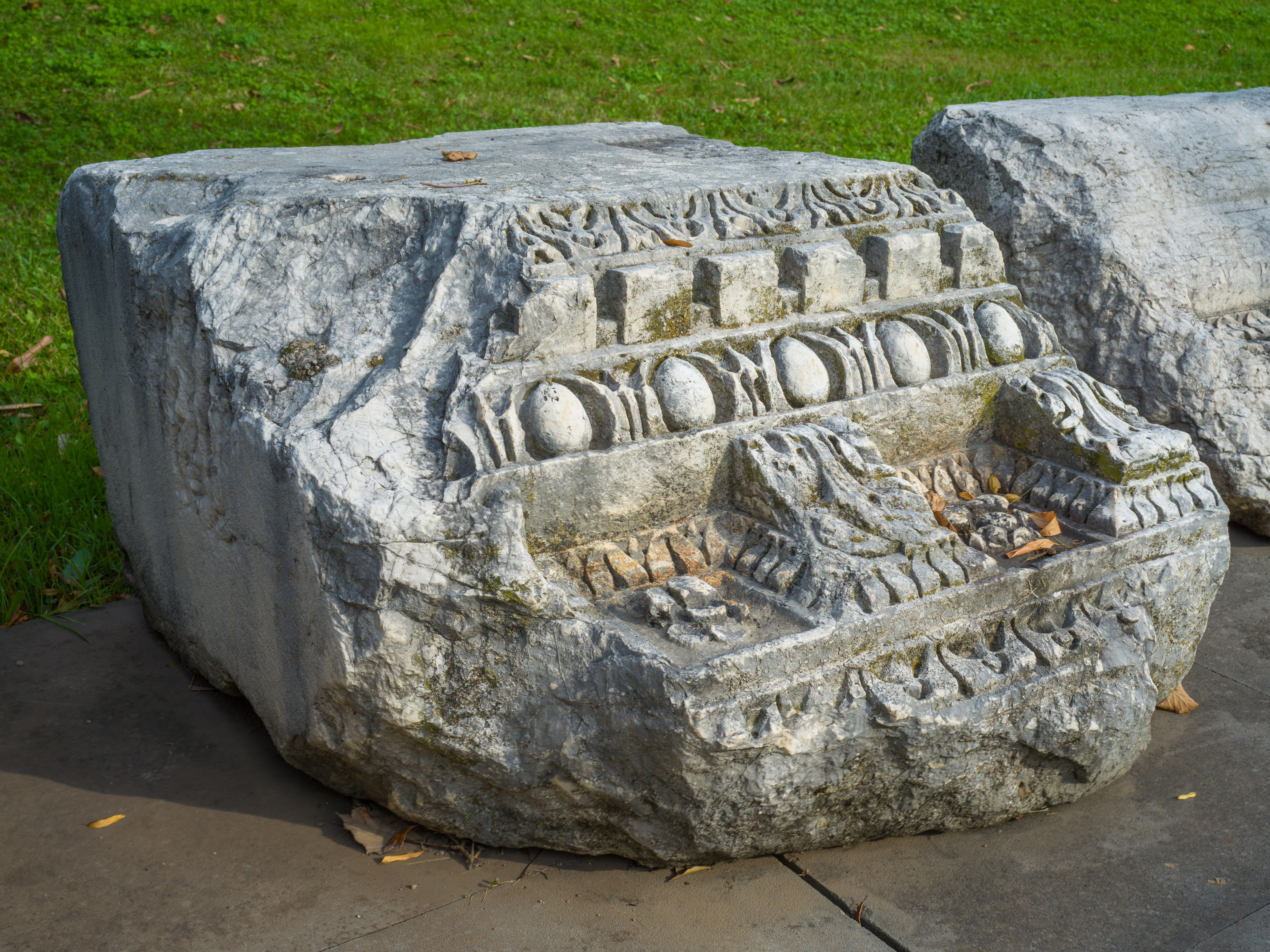
Frammento di cornice di epoca romana antica nel Museo di Santa Giulia a Brescia

In generale con il termine cornice si intende un elemento con modanature aggettanti (cioè che sporgono) che costituisca un'incorniciatura, per esempio intorno ad una finestra.
Nello specifico la cornice è l'elemento superiore della trabeazione negli ordini architettonici classici. Sulla facciata dei templi forma il frontone.
Trae origine dalla necessità di creare un coronamento sporgente che allontanasse l'acqua piovana dalle strutture portanti e per questo la sua forma è caratterizzata da una netta sporgenza. Questa parte sporgente, separata nell'architettura greca arcaica prende il nome di geison ed era sormontata dalla sima o cimasa. Quest'ultima era spesso dipinta e dotata di gocciolatoi per lo scarico dell'acqua piovana, a volte resi in forma di teste di leone. Nell'architettura italica ed etrusca questi elementi sono prevalentemente resi in terracotta dipinta o arricchita da raffigurazioni plastiche.
Nell'architettura successiva la parte sporgente corrispondente al geison (con "corona" e "soffitto") e la sima, costituiscono la "sopracornice", mentre la successione di modanature tra il soffitto e il fregio prende il nome di "sottocornice": entrambi sono generalmente intagliati nel medesimo blocco.
Nell'ordine dorico il soffitto è ornato da una serie di placche rettangolari ("mutuli"), che tendono a riprendere il medesimo ritmo dell'alternanza di metope e triglifi nel sottostante fregio e sono ornati da più file di piccole bozze troncoconiche (guttae o "gutte"). La cornice ionica, utilizzata quindi anche nell'ordine corinzio, è invece caratterizzata da un soffitto piano, dotato di un peduncolo, e dalla presenza dei dentelli e man mano di altre modanature decorate.
In epoca ellenistica e romana, la tradizionale suddivisione tra gli ordini architettonici si va perdendo e vengono create nuove forme miste. Da elaborazioni prodotte nell'architettura alessandrina dalla cornice ionica si sviluppa un nuovo tipo di cornice, con il soffitto sorretto da mensole (o modiglioni) e decorato tra di esse da cassettoni con vari ornamenti, che diviene canonico nell'architettura romana imperiale a partire dall'epoca augustea.